# Bascanichthys sibogae
Bascanichthys sibogae är en fiskart som först beskrevs av Weber, 1913.  Bascanichthys sibogae ingår i släktet Bascanichthys och familjen Ophichthidae. Inga underarter finns listade.